# Hjelmbønne
Hjelmbønne (Lablab purpureus) bliver af og til omtalt som Hyacintbønne, men det mest normale navn er Hjelmbønne. Planten hedder på engelsk Hyacinth Bean og derved ville det være nærliggende at tro at Hyacintbønne var det danske navn.
Planten er en slyngplante. Dens blade er grønne og blomsterne lilla. Plantens frø og bælge er giftige, men kan dog spises hvis de koges i lang tid. 
| Botanik | Spire Denne botanikartikel er en spire som bør udbygges. Du er velkommen til at hjælpe Wikipedia ved at udvide den. |